# دافيد هيويت
دافيد هيويت (بالإنجليزية: Dafydd Hewitt)‏ هو لاعب اتحاد الرغبي بريطاني، ولد في 21 أغسطس 1985 في كارديف في المملكة المتحدة.

## وصلات خارجية
- دافيد هيويت على موقع سلسلة سباعيات الرغبي العالمية - رجال (الإنجليزية)